# Eno Benjamin
Eno Benjamin (geboren am 13. April 1999 in Wylie, Texas) ist ein US-amerikanischer American-Football-Spieler auf der Position des Runningbacks.  Er spielte College Football an der Arizona State University und wurde 2020 von den Cardinals in der siebten Runde des NFL Draft ausgewählt. Zuletzt spielte Benjamin für die New Orleans Saints.

## Highschool
Benjamin besuchte die Wylie East High School. Er lief in seiner Highschoolzeit für 7.546 Yards und 111 Touchdowns. Benjamin gab ursprünglich bekannt, an der University of Iowa College Football zu spielen, entschied sich dann jedoch für die Arizona State University.

## College
Benjamin spielte von 2017 bis 2019 drei Jahre lang College Football für die Arizona State Sun Devils. In seinem ersten Jahr kam Benjamin in 10 Spielen zum Einsatz und erlief 142 Yards und einen Touchdown bei 23 Versuchen. Er war außerdem als Punt Returner aktiv, mit insgesamt 119 Yards.
In seinem zweiten Jahr brach Benjamin den Schulrekord für erzielte Laufyards in einem Spiel mit 312. Bereits nach seinem dritten Jahr, in dem er für 1.083 Yards und 10 Touchdowns lief, meldete er sich für den NFL Draft im Jahr 2020 an.

## NFL
Benjamin wurde von den Arizona Cardinals mit dem 222. Pick in der 7. Runde des NFL Draft 2020 ausgewählt. Als Rookie kam er zu keinem Einsatz, in seiner zweiten NFL-Saison kam er als Reservist auf 118 Yards Raumgewinn im Laufspiel.
In der Saison 2022 bestritt Benjamin drei Spiele als Starter, während der etatmäßige Starter James Conner verletzungsbedingt ausfiel. Er verzeichnete für die Cardinals 2022 insgesamt 299 Yards Raumgewinn im Laufspiel bei einem Durchschnitt von 4,3 Yards pro Lauf, zudem fing er 24 Pässe für 184 Yards. Nach dem zehnten Spieltag, an dem Benjamin nur bei einem Snap eingesetzt worden war, wurde er von den Cardinals entlassen. Daraufhin nahmen die Houston Texans ihn über die Waiver-Liste unter Vertrag. Für Houston kam er kaum zum Einsatz und absolvierte nur drei Läufe für einen Yard Raumgewinn, bevor er entlassen wurde. Erneut fand Benjamin über via Waiver ein neues Team, dieses Mal verpflichteten ihn die New Orleans Saints, nachdem sie Mark Ingram Jr. auf die Injured Reserve List gesetzt hatten. In der Vorbereitung auf die Saison 2023 zog Benjamin sich im August einen Achillessehnenriss zu und fiel damit für die gesamte Spielzeit aus.